# 화창한 그날들
"화창한 그날들"은 2014년에 개봉한 대한민국의 영화이다.

## 캐스팅
- 김동하 : 철민 역
- 이미애 : 수진 역
- 이제관 : 용팔 역
- 서종철 : 상수 역
- 김경애 : 슈퍼주인 역
- 김정민 : 준형 역
- 진수희 : 혜숙 역
- 우혜진 : 미정 역
- 임용석 : 민 원장 역
- 김금희 : 민 원장 딸 역
- 이명우 : 태식 역
- 임채정 : 호동 역
- 최창국 : 기태 역
- 심주형 : 태룡 역
- 태민 : 필광 역
- 김종두 : 노식 역
- 천재영 : 김 형사 역
- 이훈선 : 차 형사 역
- 유동균 : 동우 역
- 홍유리 : 소라 역
- 허다정 : 꽃집주인 1 역
- 이림 : 꽃집주인 2 역
- 라모 : 꽃집주인 3 역
- 방석근 : 모텔주인 1 역
- 박은빈 : 모텔주인 2 역
- 박세원 : 모텔주인 3 역
- 백혜경 : 슈퍼손님 1 역
- 김동수 : 슈퍼손님 2 역
- 김용덕 : 성형외과 이사장 역
- 박경자 : 성형외과원무과장 역
- 김유영 : 여 경찰 역
- 최동국 : 오락실 손님 역